# میدان مانده
در ریاضیات، میدان مانده (Residue Field) (یا میدان باقیمانده)، ساختاری در جبر جابه‌جایی است. اگر {\displaystyle R} حلقه‌ای جابه‌جایی و {\displaystyle m} ایده‌آل ماکسیمالی از آن حلقه باشد، آنگاه میدان مانده این حلقه نسبت به آن ایده‌آل ماکسیمال، حلقه خارج‌قسمتی {\displaystyle k={\tfrac {R}{m}}} است، که خود یک میدان می‌باشد. اغلب {\displaystyle R} یک حلقه موضعی و {\displaystyle m} ایده‌آل ماکسیمال یکتایش است.
این ساختار در هندسه جبری به کار می‌رود، در آنجا می‌توان به هر نقطه {\displaystyle x} از اسکیم {\displaystyle X}، میدان مانده‌هایش را متناظر کرد (با نماد {\displaystyle k(x)}). می‌توان به‌طور نادقیق گفت که میدان مانده یک نقطه از واریته‌ای جبری، «دامنه طبیعی» برای مختصات آن نقطه می‌باشد.

## ارجاعات
1. ↑  Dummit, D. S.; Foote, R. (2004). Abstract Algebra (3 ed.). Wiley. ISBN 978-0-471-43334-7.
2. ↑  David Mumford (1999). The Red Book of Varieties and Schemes: Includes the Michigan Lectures (1974) on Curves and Their Jacobians (2nd ed.). Springer-Verlag. doi:10.1007/b62130. ISBN 3-540-63293-X.